# 朱鍾鏶
临泉悼昭王朱锺鏶（1441年—1469年11月6日），明朝临泉庄简王朱美塎的庶长子，母耿氏。

## 生平

### 早年
正统十二年（1447年）十月赐名。景泰三年（1452年）闰九月，明代宗遣泰寧侯陳涇、武安侯鄭宏為正使，吏科給事中楊瓚、戶科給事中高崇為副使，持節冊封朱鍾鏶為臨泉王。

### 受封后
十一月，寧化王朱美壤、朱鍾鏶都因受封，向朝廷奏请想入京朝覲，但代宗各自回信制止他们。
天顺元年（1457年）十月，明英宗按朱鍾鏶所请，赐给朱鍾鏶煤戶一戶，并准于折色祿米內支用本色一百石。
天顺二年（1458年）五月，英宗命陳涇等人為正使，吏科給事中魯崇志等為副使，持節冊封南城兵馬副指揮趙海的女兒為臨泉王妃。
七月，晉王府儀賓高遜奏晉庄王朱鍾鉉与朱鍾鏶王妃有私情，英宗责备高遜生事，命巡按御史将其逮捕问讯，削其官职。
天顺四年（1460年）七月，朝廷為臨泉王妃趙氏、西河王朱锺鑅妃霍氏二家恢复杂泛徭役。
天顺七年（1463年）正月，朱鍾鏶请求有司為其妹弘化縣主、靈山縣主建府第，获准。
成化元年（1465年）九月，朱鍾鏶因占毀民居被山西按察司调查。朱鍾鏶令儀賓孫恕嘱咐按察使程鑑，请求庇护，程鑑不從，王府于是揭发程鑑違例收參承差吏典等事，巡按御史賈俊上报，明宪宗命按律治孙恕罪，并逮捕程鑑讯问。
成化二年（1466年）十一月，臨泉王府內官奏朱鍾鏶因暴怒前后杖杀数人、又有纵欲等二十件不法行为，事下都察院，會同刑部大理寺，請求行山西巡撫、巡按等官勘察实情，获准。巡撫、巡按等官讯问朱鍾鏶左右，查出始末，认为应该降罪辅导官，押回京师。成化三年（1467年）三月，法司會同官员重新讯问上报，臨泉王府自教授以下皆分别获罪，宪宗写信给朱鍾鏶命他回奏。

### 身后
成化五年（1469年）十月，朱鍾鏶去世，宪宗闻讯，辍朝一日，按礼赐祭葬，谥悼昭。朱鍾鏶死后，禄米不再发放。但在十二月，晋庄王奏称朱鍾鏶宫眷众多，难以自给，请求本年禄米仍然全部支用，获准。
成化六年（1470年）二月，朱鍾鏶嫡次子朱奇湒奏请存留朱鍾鏶在位時私自淨身的二人在王府任使，禮部覆奏，宪宗认为王府教授不予阻止有罪，故且宽恕，命所司将私自淨身者送京师，并命令各王府及兩京公侯駙馬伯爵家凡有淨身人就送京师，不许隐瞒，違者降罪。成化八年（1472年）四月，朱奇湒袭封为第三代临泉王。
正德十年（1515年）十一月，给朱鍾鏶宮妾李氏養贍米每年五十石。

## 家庭

### 妻妾
- 王妃趙氏
- 宮妾李氏

### 子孫
- 庶長子：朱奇𭳬，成化五年（1469年）十一月賜名[18]
- 嫡次子：臨泉榮穆王朱奇湒

## 评价
- 《弇山堂别集》卷075：未中早夭，容儀恭美。